# Бен Горовіц
Бенджамін Абрагам Горовіц (англ. Benjamin Abraham Horowitz; 13 червня 1966, Лондон, Англія) — американський бізнесмен, інвестор, блогер, письменник, підприємець, співзасновник та генеральний партнер (спільно з Марком Андрессеном) фірми Andreessen Horowitz. До цього він був співзасновником, а також президентом та виконавчим директором IT-компанії Opsware, яку згодом купила Hewlett-Packard у 2007 р. Горовіц також є автором книжки про стартапи «Безжальна правда про нещадний бізнес. Розбудова бізнесу в умовах невизначеності», виданої українською мовою видавництвом «Наш Формат» у 2015 році.

## Раннє життя та освіта
Бенджамін Абрагам Горовіц народився у Лондоні, виріс у Берклі (штат Каліфорнія) у сім'ї Елізи Краутхамер та письменника-консерватора і політичного адвоката Девіда Горовіца.
Закінчив бакалаврат в галузі комп'ютерних наук у Колумбійському університеті у 1988 р., а магістратуру завершив у 1990 р. в Каліфорнійському університеті (Лос-Анджелес).

## Кар'єра
Горовіц розпочав кар'єру інженером в Silicon Graphics у 1990 р. У 1995 р. Горовіц долучився до Марка Андрессена у Netscape в якості проектного менеджера. З 1997 р. по 1998 р. Горовіц був віце-президентом лінійки продуктів Directory and Security у Netscape. Після того як Netscape придбала компанія AOL у 1998 р., Горовіц працював віце-президентом відділу електронної комерції.
У вересні 1999 р. Горовіц разом із Андрессеном, Тімом Гавзом та Іном Сік Рі заснували Loudcloud. Loudcloud пропонувала послуги з хостингу та обслуговування інфраструктури для корпоративних та інтернет-клієнтів. Серед них були Ford Motor Company, Nike, Gannett Company, News Corporation, армія США та інші великі організації. Горовіц вивів компанію на публічні торги 9 березня 2001 р.
Після краху дот-комів, у червні 2002 р. Горовіц розпочав трансформування компанії Loudcloud в Opsware, компанію, яка займалась розробкою корпоративного програмного забезпечення. Першим кроком став продаж ключового бізнесу Loudcloud — аутсорс-послуг, компанії Electronic Data Systems за 63,5 мільйонів доларів готівкою. Ця транзакція передала 100 % прибутку Loudcloud компанії EDS поки компанія торгувала акціями на NASDAQ. EDS стала першим корпоративним клієнтом Opsware, яку після цього Горовіц розвинув до сотень корпоративних клієнтів, 100 мільйонів доларів річного прибутку та 550 працівників. У липні 2007 р., Горовіц продав Opsware компанії Hewlett-Packard за 1,6 мільярда доларів готівкою.
Горовіц був президентом і виконавчим директором Loudcloud та Opsware протягом всієї історії компаній. Разом з тим акції Opsware на IPO торгувались по 6 доларів, падали до 0,35 долара на піку та на час продажу HP продавались за 14,25 доларів.[джерело?]
Після продажу Opsware компанії Hewlett-Packard Горовіц провів рік на посаді віце-президента та General Manager в HP Software, відповідаючи за 3000 працівників та 2,8 мільярди доларів річного прибутку.

### Andreessen Horowitz
6 липня 2009 р. Горовіц та Андрессен створили Andreessen Horowitz, яка займається інвестуванням в стартапи на ранньому етапі розвитку та їх консультуванням, чим зміцнили фінансову основу для розвитку компаній IT-сфери. Andreessen Horowitz розпочала роботу з капіталізацією 300 мільйонів доларів і через 3 роки компанія керувала вже 2,7 мільярдами.

## Особисте життя
Горовіц живе у Кремнієвій Долині з дружиною Фелісією Вайлі Горовіц, двома доньками та сином.